# 무흐타르 틀레우베르디

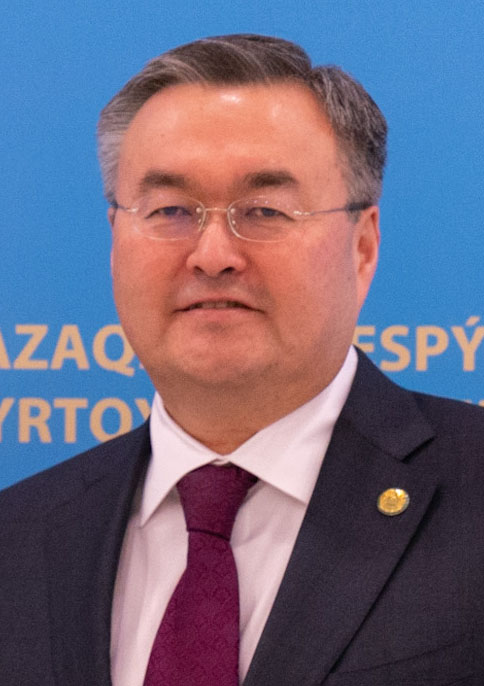
무흐타르 틸레우베르디

무흐타르 베스케눌리 틀레우베르디(카자흐어: Мұхтар Бескенұлы Тілеуберді, Mūhtar Beskenūly Tıleuberdı, 1968년 6월 30일 ~)는 2019년 9월부터 현재까지 카자흐스탄 외무부 장관으로 재직하고 있는 카자흐스탄의 정치인이다.

## 어린 시절과 교육
틀레우베르디는 1968년, 심켄트에 위치한 아크수 마을에서 태어났다. 키로프 카자흐 국립대학교 (현 알파라비 카자흐스탄 국립대학교)에서 철학을 전공했다. 대학을 졸업한 후에는 알파라비 카자흐스탄 국립대학교 내 철학사 및 중국 문헌학과에서 일하기 시작했다.

## 경력

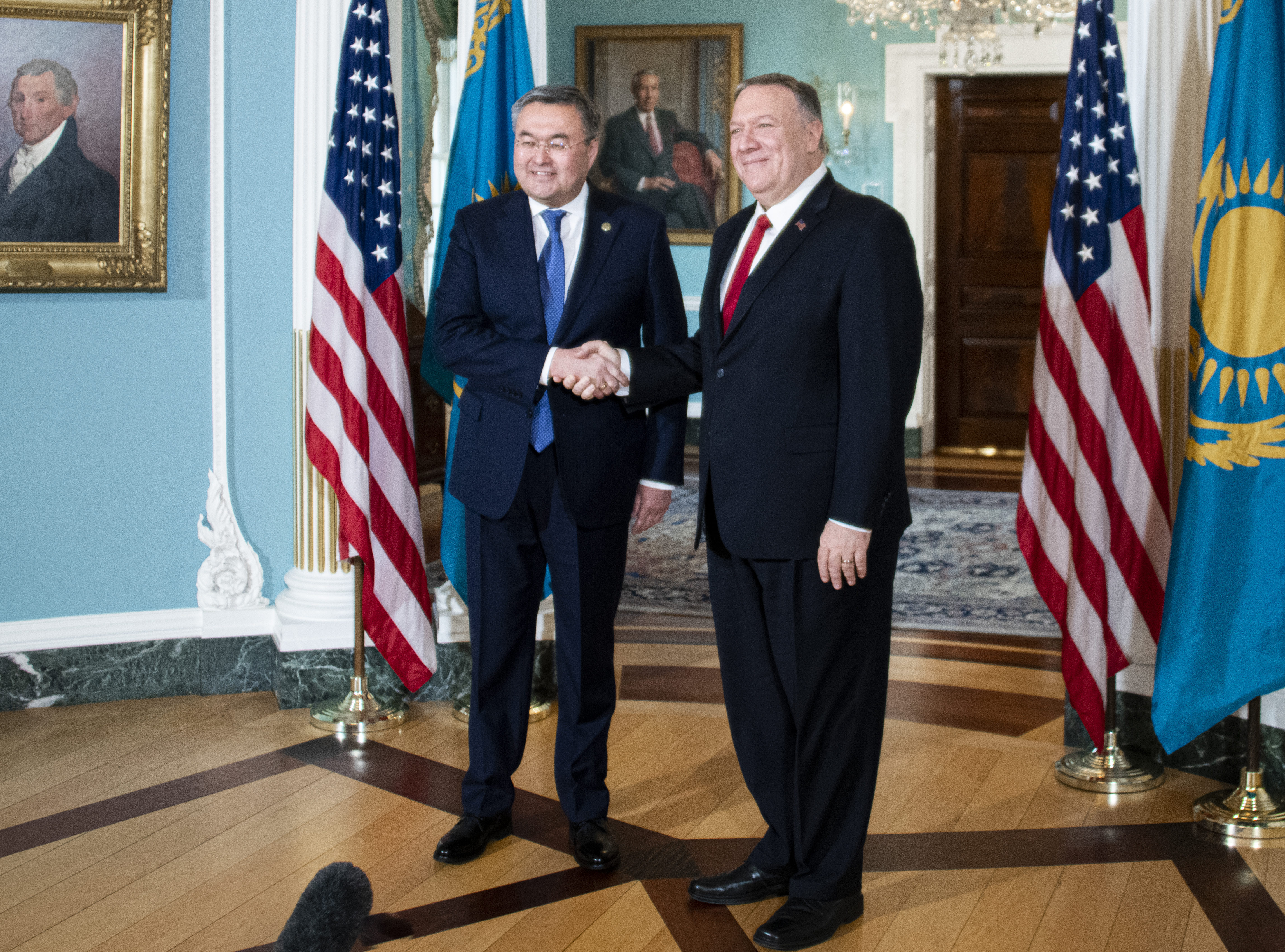
틸레우우베르디는 2019년 12월, 워싱턴 D.C,에 위치한 미 국무부에서 마이클 R. 폼페이 당시 미 국무장관을 만났다.

틀레우베르디는 2019년 9월, 카자흐스탄 외무부 장관에 임명되었다. 그 전에는 2016년부터 2019년까지 카자흐스탄 외무부 제1차관을 지냈다.
틀레우베르디는 광범위한 외교 경력을 보유하고 있다. 틀레우베르디는 인도네시아, 브루나이, 필리핀을 겸임하는 말레이시아 주재 카자흐스탄 대사를 지냈다. 리히텐슈타인과 바티칸을 겸임하는 스위스 주재 카자흐스탄 대사도 지낸 바 있으며, 국제 연합 사무국과 기타 국제 기구에서 카자흐스탄 상임대표를 지냈다.
틀레우베르디는 카자흐스탄 외무부 장관으로 재임하는 동안 카자흐스탄 시장과 해외 카자흐 기업에 관심이 있는 외국인 투자자를 지원하는 데 많은 관심을 기울이고 있다. 틀레우베르디는 논평에서 카자흐스탄 외무부가 카자흐스탄을 투자 대상지로 홍보하는 경제 외교의 최전선에 있다고 강조했다.
틀레우베르디는 인종 및 종교 간 관용을 적극적으로 추구하는 인물이다.